# Апостол Гај
Апостол Гај, познат и као Гај Коринтски је био један од седамдесет Христових апостола. Апостол Павле га спомиње у својој Посланици Римљанима (Рим 16,23).
Био је епископ града Ефеса, после апостола Тимотеја.
Православна црква га прославља 5. новембра по јулијанском календару.